# Pieter de Hooch
Pieter de Hooch (Rotterdam, 1629. december – Amszterdam, 1684. március) holland zsánerképfestő, Rembrandt követője a holland festészet aranykora idején, a delfti iskola kiemelkedő képviselője.

## Élete
1629. december 20-án keresztelték; apja kőműves volt. Valószínűleg Nicolas Berchem tájképfestőtől tanult festeni, mindenesetre 1653–1655 között már Justus de la Grange kereskedő alkalmazottja volt, mint „festő és szolga”. Ebben az időben felváltva hol Hágában, hol Leidenben laktak. 1655. április 12-én eljegyezte, majd ugyanazon év májusában feleségül vette Jannetje van der Burchot. A házasságkötés után a lány szülővárosában, Delftben telepedtek le. Első gyermekük 1656-ban, a második 1657-ben született.
1655. szeptember 20-án lépett be Delftben a művészek céhébe, kertet vásároltak. Valamikor 1662 körül (felesége halála után) gyerekeivel Amszterdamba költözött. Utolsó festményét 1684-ben datálta; ez év március 24-én temették el.

## Művészete
Stílusán, ami Nicolaes Maes és Jan Vermeer van Delft közötti, mintegy átmeneti jellegű, annyira érződik Rembrandt hatása, hogy sokáig Rembrandt tanítványának tartották. Kettejük kapcsolata azonban csak közvetett volt, és a közvetítő alighanem a Delftben élő Carel Fabritius lehetett. Művészi fejlődését valószínűleg mindennél jobban ösztönözte versengése Vermeerrel (többször azonos vagy legalábbis igen hasonló témákat is megfestettek).
Színvilága Vermeerére emlékeztet, kedvenc témái azonban határozottan különböznek az övéitől: amíg Vermeer festményeinek mintegy felén magányos, többnyire valamilyen munkába merült nőket látunk, Hooch a leggyakrabban játszó, szórakozó társaságokat ábrázolt.
Legjobb (delfti) alkotó korszaka 1658–1665 közé tehető; főbb művein a delfti iskola hagyományainak megfelelően mesterien ábrázolja az egymásba nyíló belső tereket és azok különleges fényhatásait. Idősebb korában Maeshez hasonlóan az ő teljesítménye is hanyatlott: amíg korábban a polgári középosztály életének egyszerű, házias jeleneteit mutatta be, késői korszakában márványtermekbe, díszcsarnokokba helyezte divatos ruhákba öltöztetett alakjait. A kor ízlésének megfelelően hanyagolta az alakok egyénítését; többet törődött a zenét hallgató, játékokba merült lovagok és hölgyeik pikáns jeleneteivel, drága anyagokból készült kosztümjeik gondos megörökítésével.
Delfti korszakában festett képeit két nagyobb csoportra tagolhatjuk:
- az aranyos-vöröses-barnásvöröses, telt tónusú, Nicolaes Maesre emlékeztető képekre és
- a fehéres-kékes, világos tónusú, Jan Vermeer van Delftre emlékeztető színvilágú képekre.

## Ismertebb művei
- Járni tanul a gyermek (évszám nélkül) 67,5 cm × 59 cm (Lipcse, Museum der Bildenden Künste)
- Vidám ivócimborák (1650 körül) 50 cm × 42 cm (Berlin)
- Az üres pohár (1652 körül) 44 cm × 35 cm (Rotterdam, Museum Boijmans Van Beuningen; korábban Gabriel Metsu művének tartották)
- Trik-trakjátékosok (1652–1654) 46 cm × 33 cm (Dublin, National Gallery)
- Két nő és egy gyermek az udvarban (1657 körül) 68 cm × 57,5 cm (Toledo, Szépművészeti Múzeum)
- Fiatal férfi reggeli toilettje 40 cm × 53 cm (Moszkva, Puskin Múzeum)
- A látogatás (1657 körül) 68 cm × 58 cm (New York, Metropolitan Művészeti Múzeum)
- Egy pohár bor (1658 körül) 73,7 cm × 64,6 cm (London, National Gallery)
- Gazdasszony szolgálólánnyal (1657 körül) 53 cm × 42 cm (Szentpétervár, Ermitázs)
- Kártyázó katonák (1657–58 körül) 51 cm × 46 cm (magángyűjteményben)
- A fizetség (1658 körül) 71 cm × 64 cm (magángyűjteményben)
- Kártyajátékosok a napfényes szobában (1658) 76,2 cm × 66,1 cm (London, Royal Art Collection)
- Két mulatozó férfi és egy nő a kerti lugasban (1658) 66,5 cm × 56,5 cm (Edinburgh, National Gallery of Scotland)
- Katonákkal iszogató nő (1658) (Párizs, Louvre)
- A hátsó udvar (1658) 73,5 cm × 60 cm (London, National Gallery)
- Szoptató anya (1658–1660) 67,8 cm × 65,6 cm (San Francisco, M. H. de Young Memorial Museum)
- Két tiszt és egy asszony iddogál az udvaron 68 cm × 59 cm (Washington, National Gallery)
- Fűzőjét kibontó nő bölcső mellett (1659–1660) 92 cm × 100 cm (Berlin, Staatliche Museen)
- Hölgy és szolgálója a ház udvarán (1660 körül) 73,7 cm × 62,6 cm (London, National Gallery)
- Holland udvarbelső (1660) 68 cm × 59 cm (Washington, Nemzeti Galéria)
- Holland család (1662 körül) 114 cm × 97 cm (Bécs, Akademie der Bildenden Künste)
- Almát hámozó nő (1663) 71 cm × 53 cm (London, Wallace Gyűjtemény)
- Zenélő család (1663) 100 cm × 119 cm (Cleveland, Szépművészeti Múzeum)
- Kártyázók (1663–1665) 67 cm × 77 cm (Párizs, Louvre)
- Lakásbelső (1663–1665 körül) 58 cm × 69 cm (New York, Metropolitan Művészeti Múzeum)
- Falusi ház (1663–1665) 61 cm × 47 cm (Amszterdam, Rijksmuseum)
- Kuglijáték a kertben (1660–1668) (Saint Louis, Szépművészeti Múzeum
- Aranymérő (1664) 61 cm × 53 cm (Berlin)
- Levelet olvasó nő (1665) 55 cm × 55 cm (Budapest, Szépművészeti Múzeum)
- Zenélő társaság (1666–1668) 81 cm × 68,3 cm (Lipcse, Museum der Bildenden Künste)
- Párocska papagájjal (1668 körül) 73 cm × 62 cm (Köln, Wallraf-Richartz Múzeum)
- Zenélő társaság (1674) (Honolulu, Művészeti Akadémia)

## Festményei

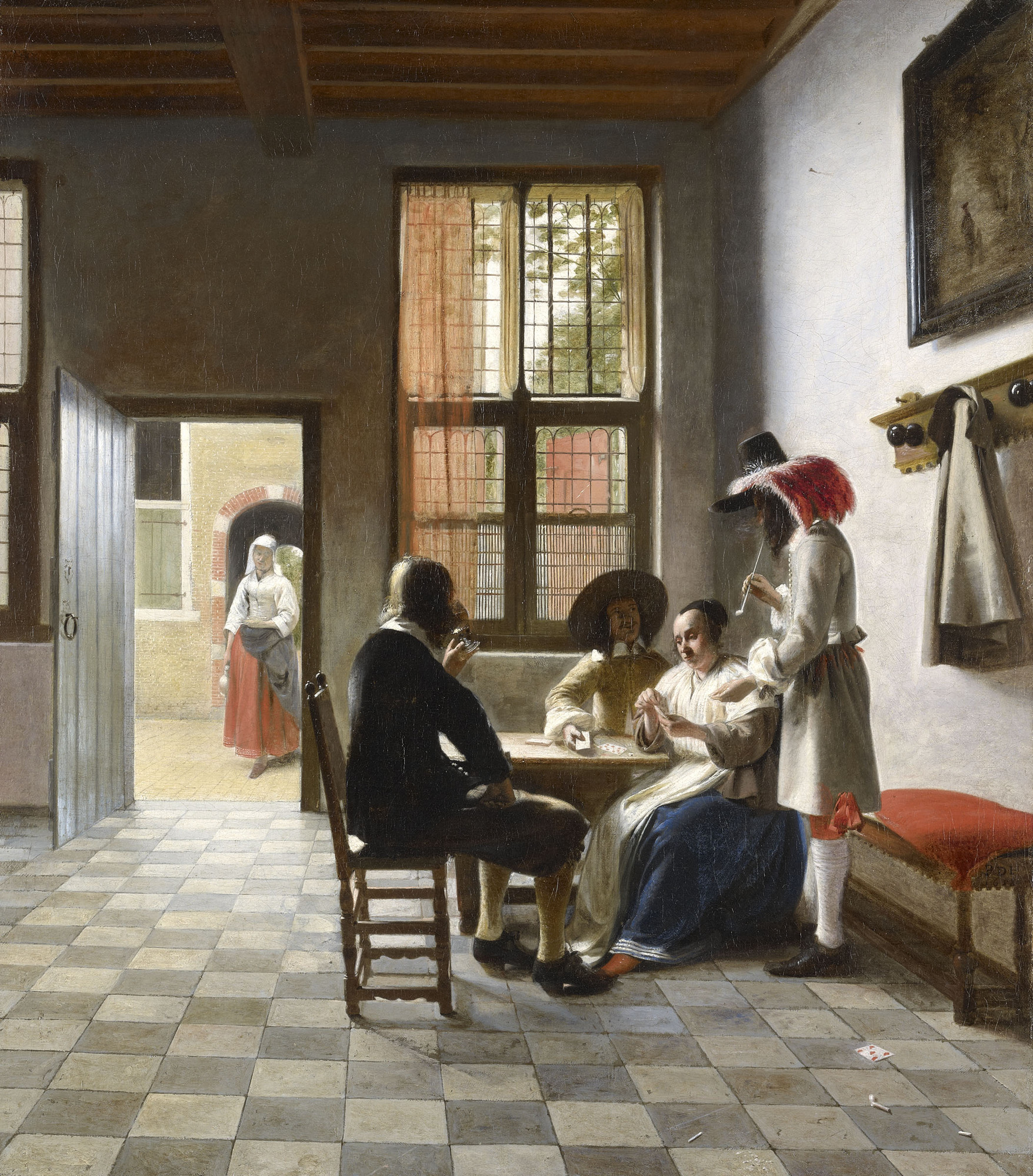
Kártyajátékosok a napfényes szobában
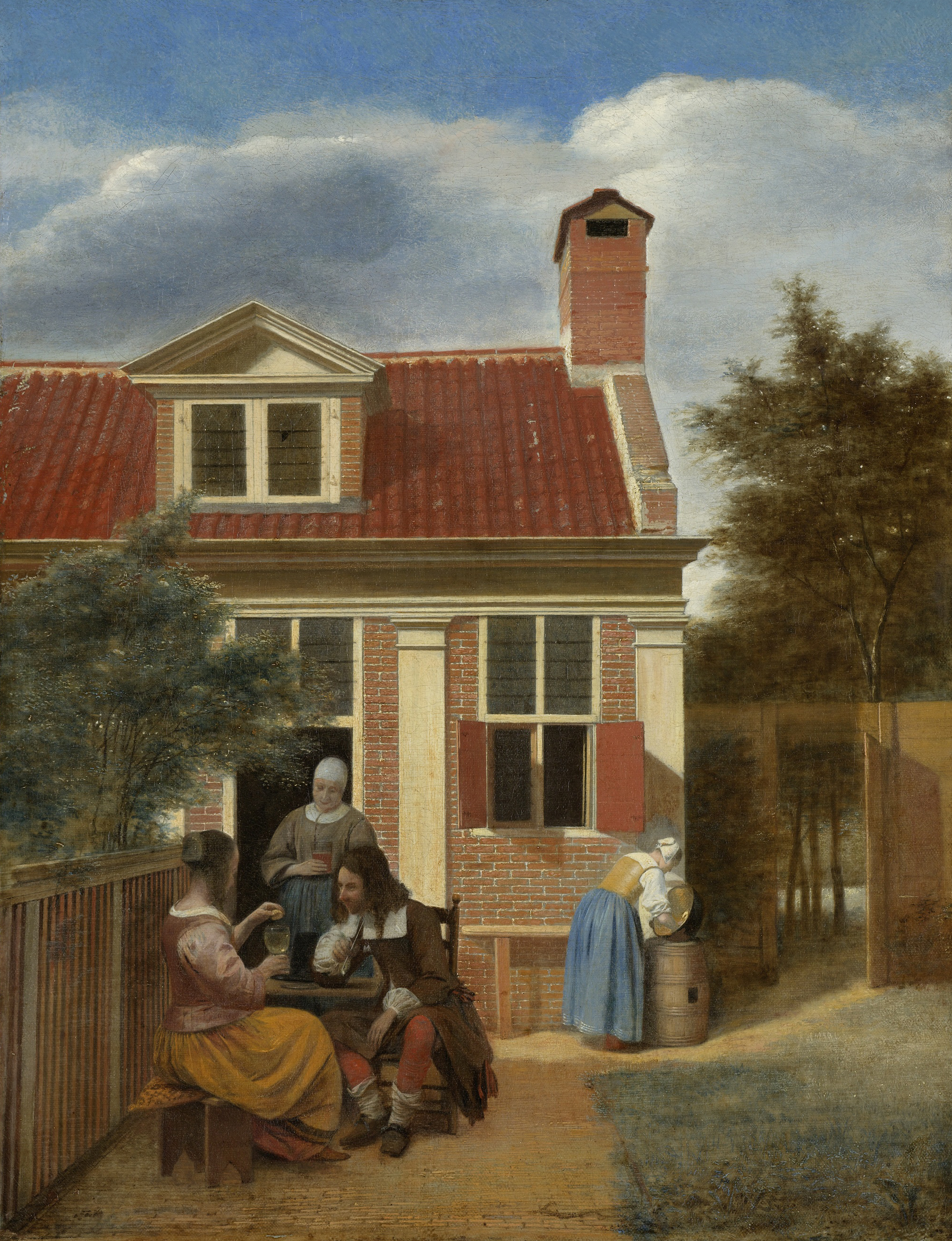
Falusi ház
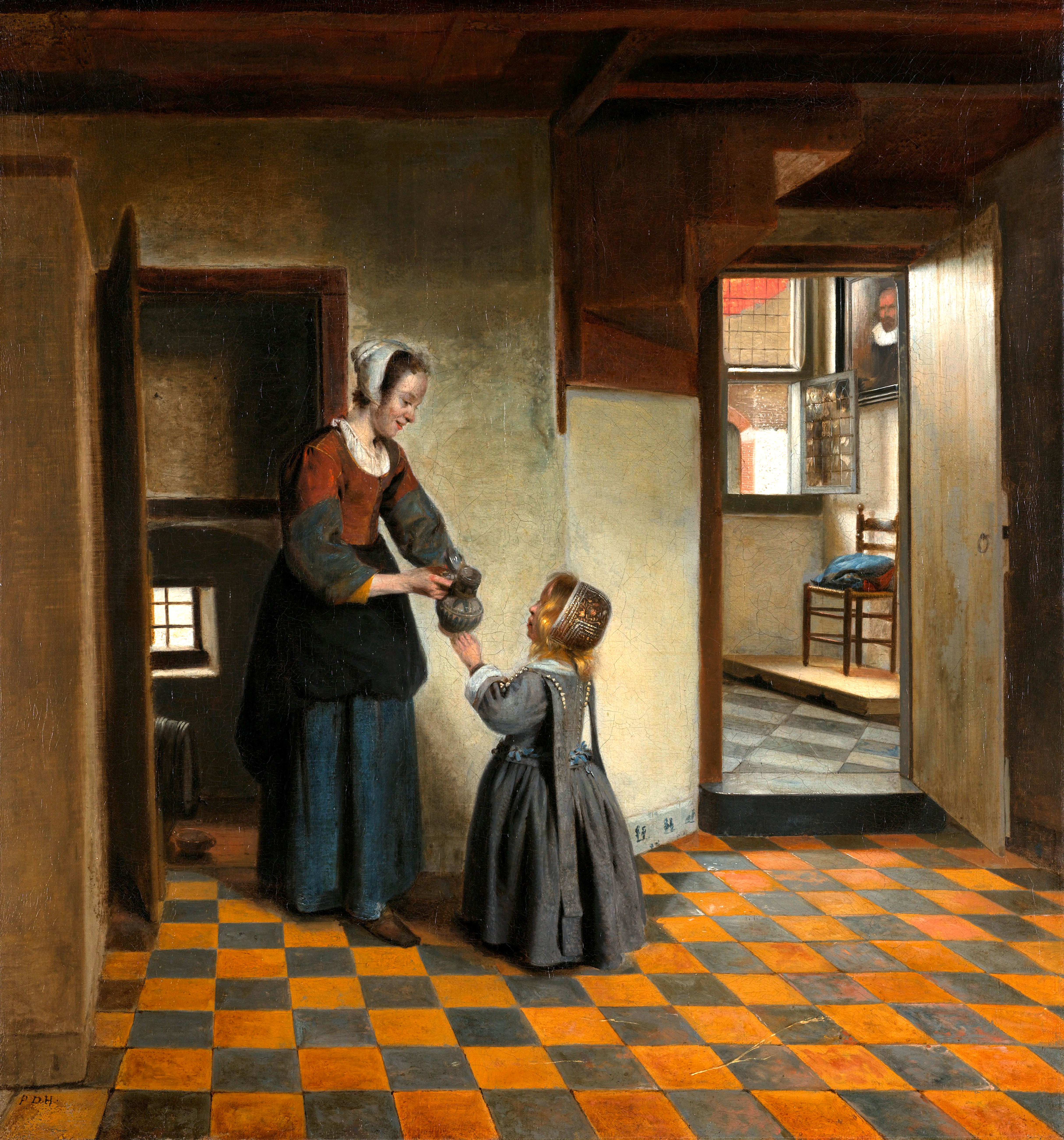
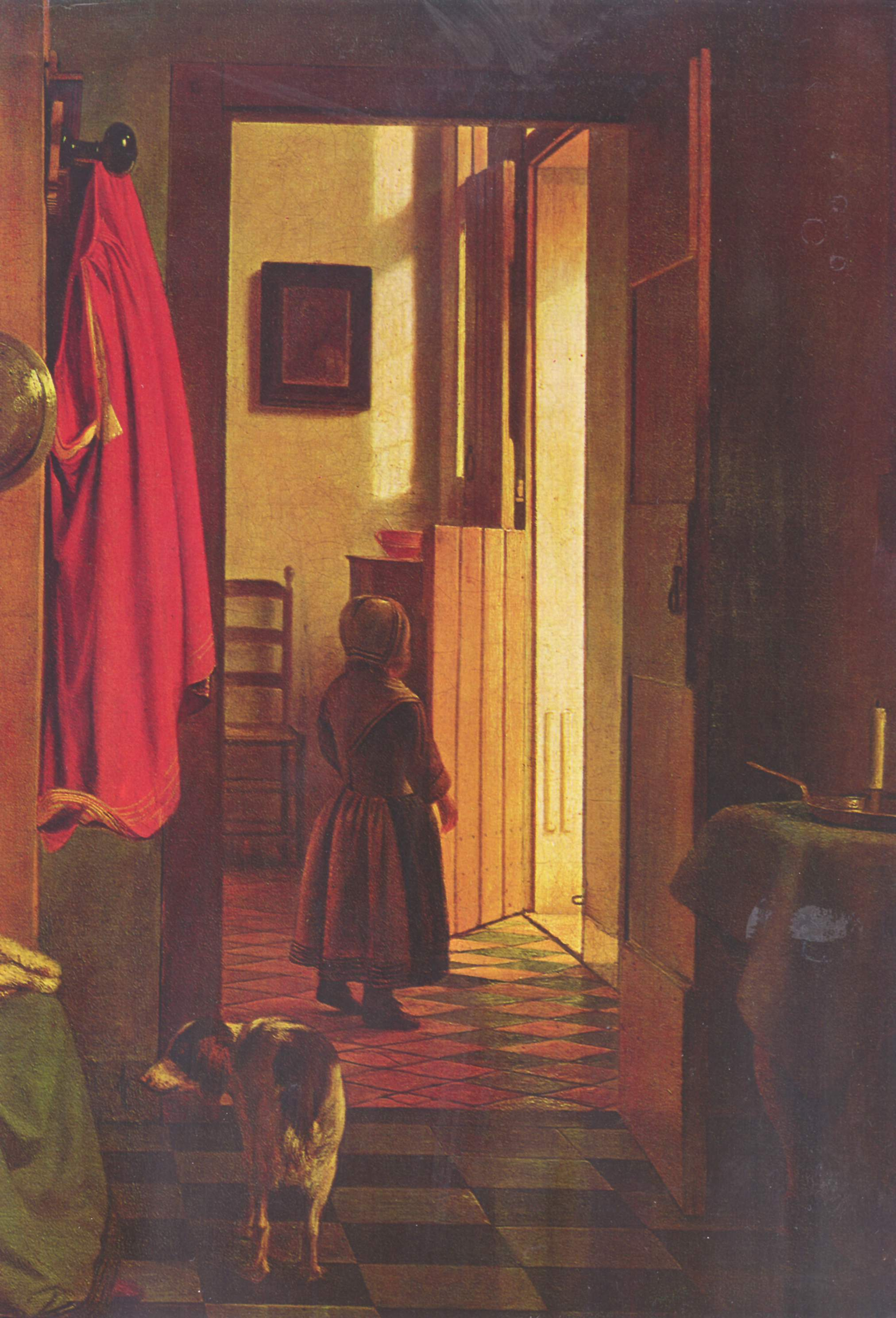
Fűzőjét kibontó nő bölcső mellett (részlet)
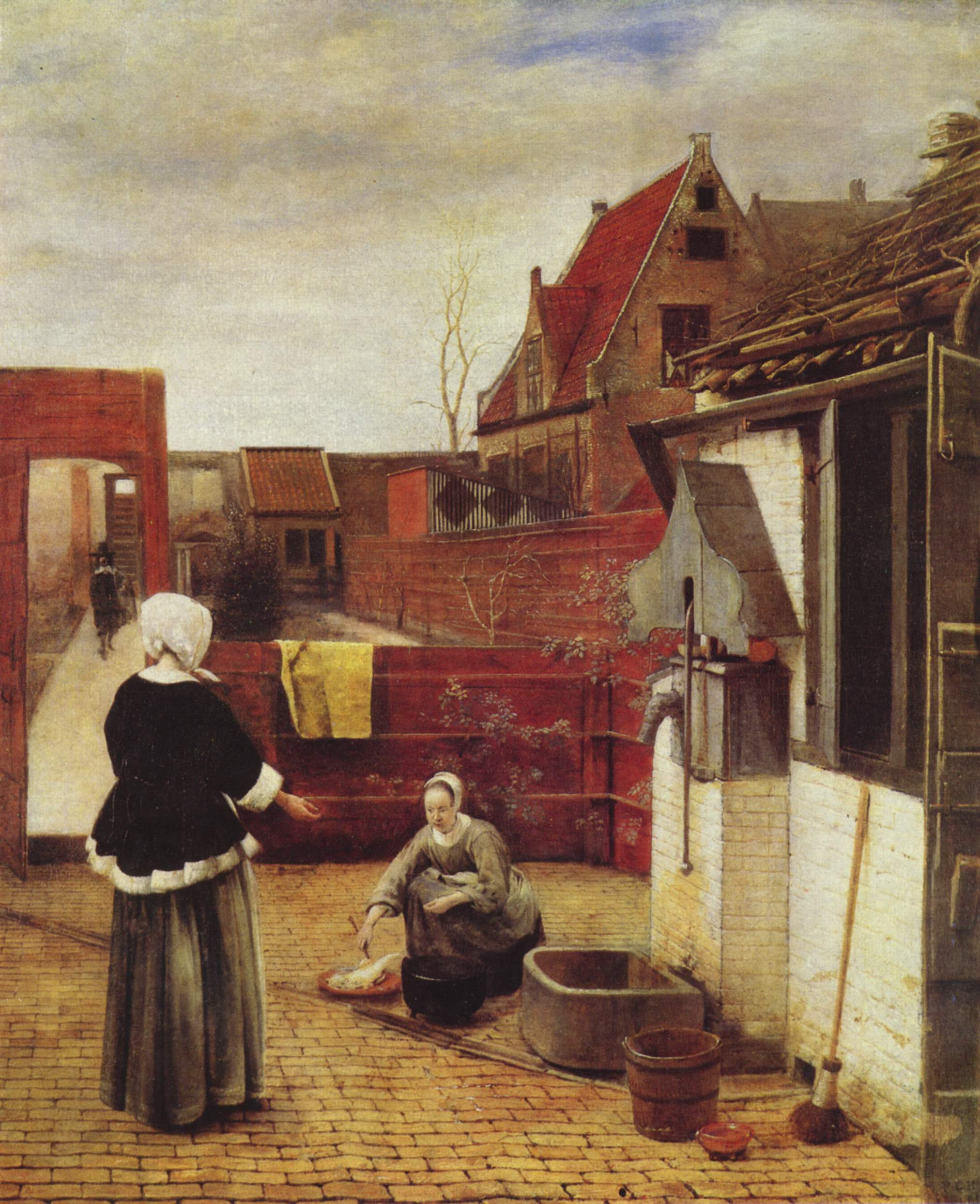
Hölgy és szolgálója a ház udvarán
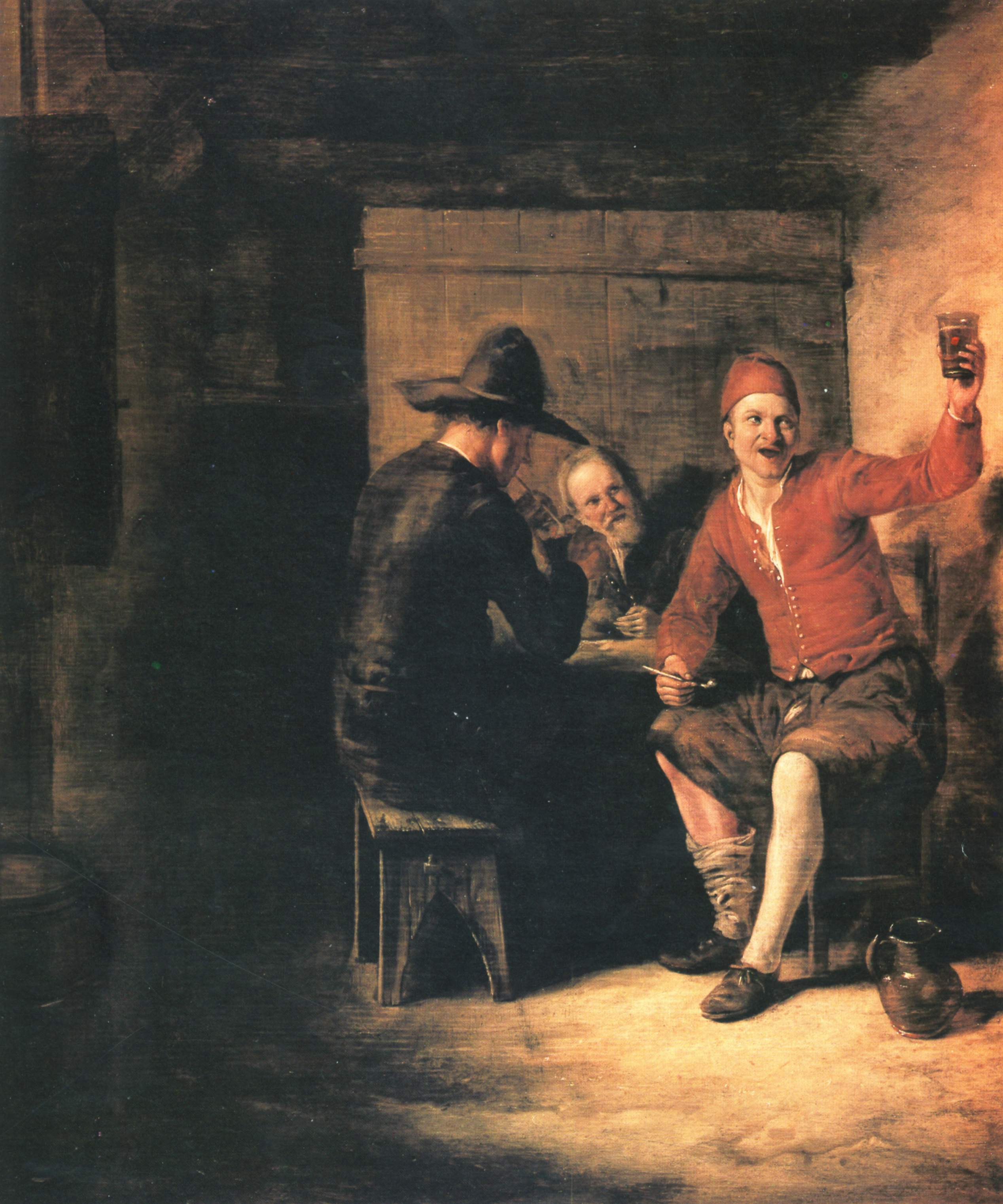
Vidám ivócimborák
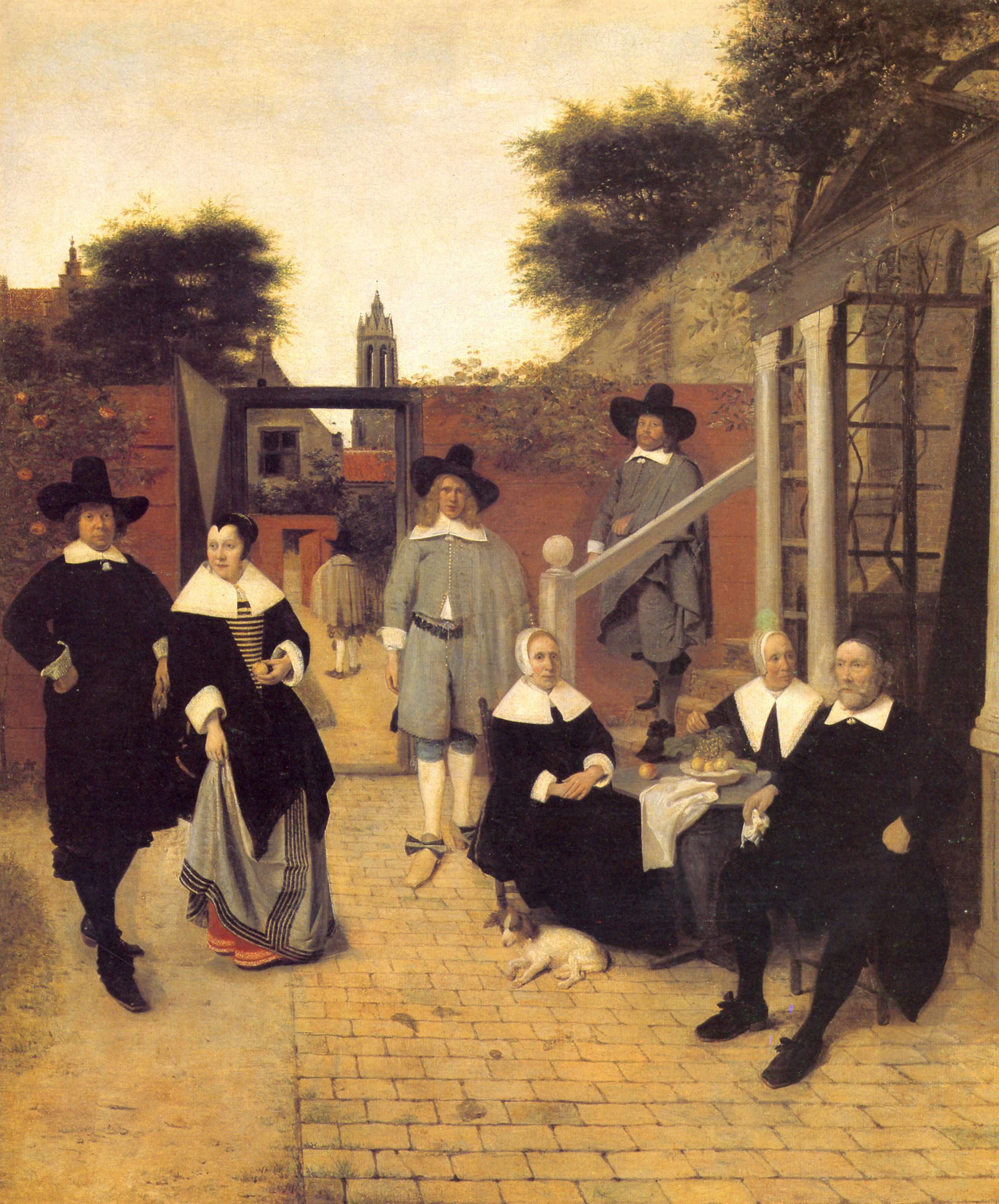
Holland család
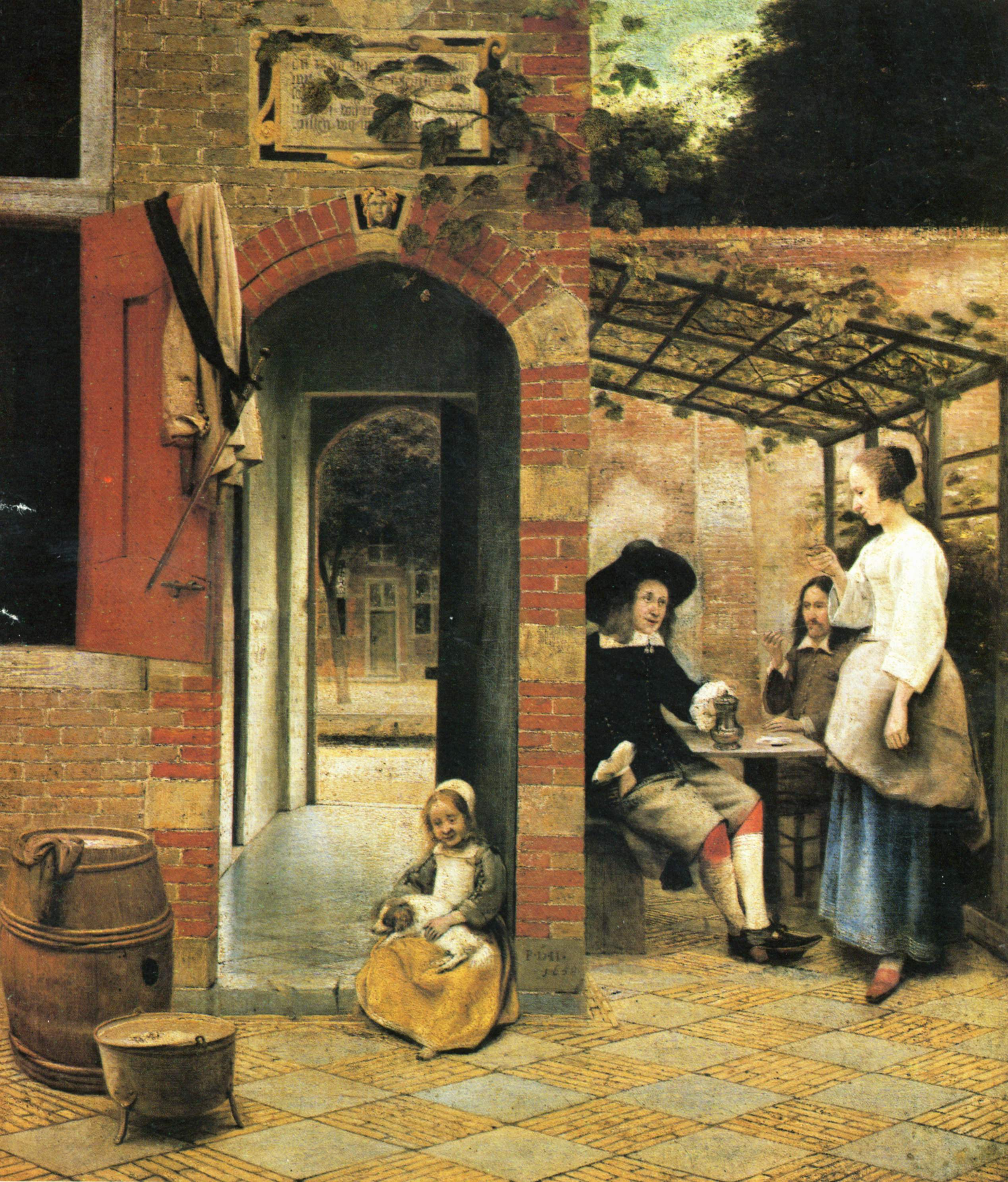
Két mulatozó férfi és egy nő a kerti lugasban
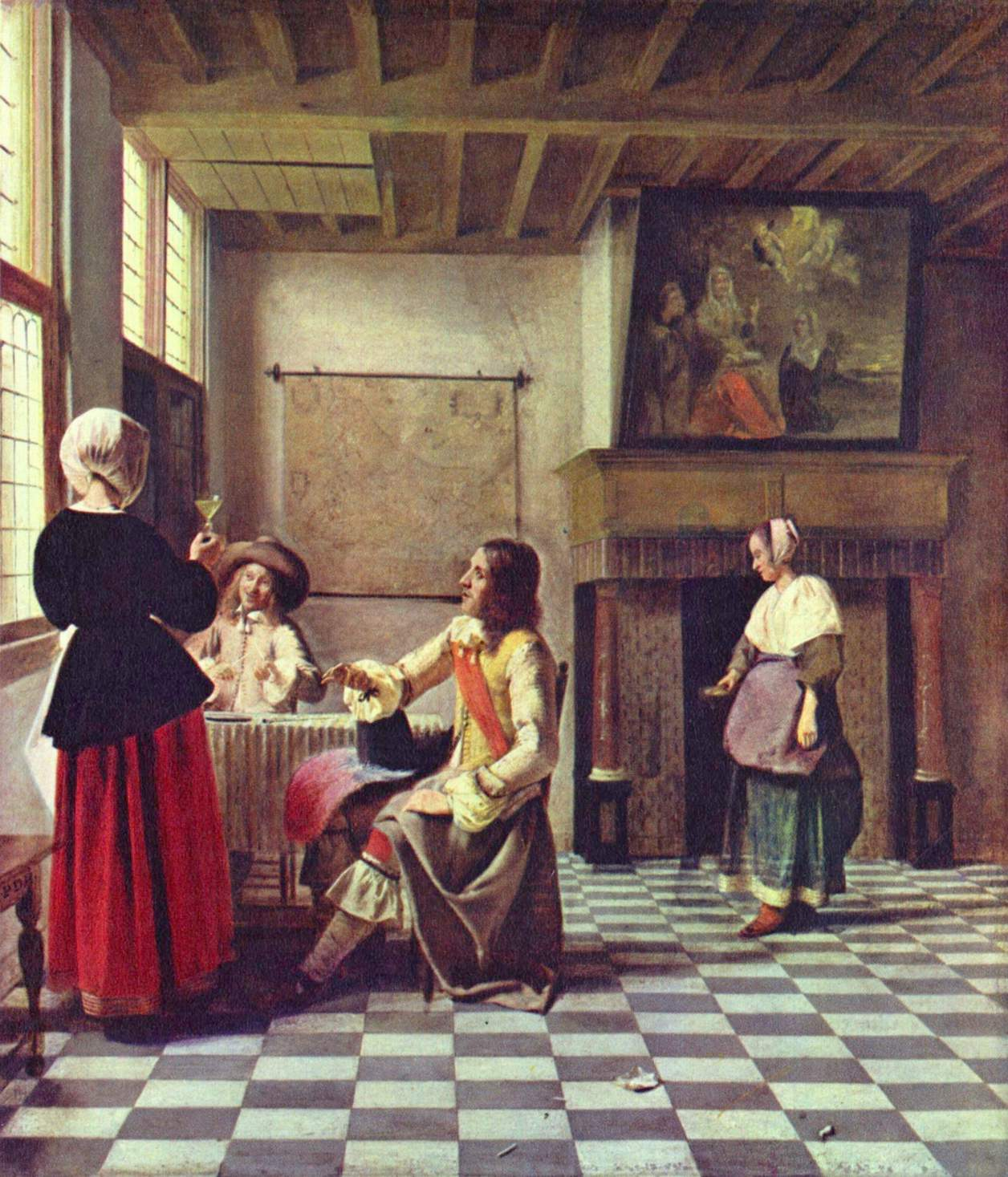
Egy pohár bor
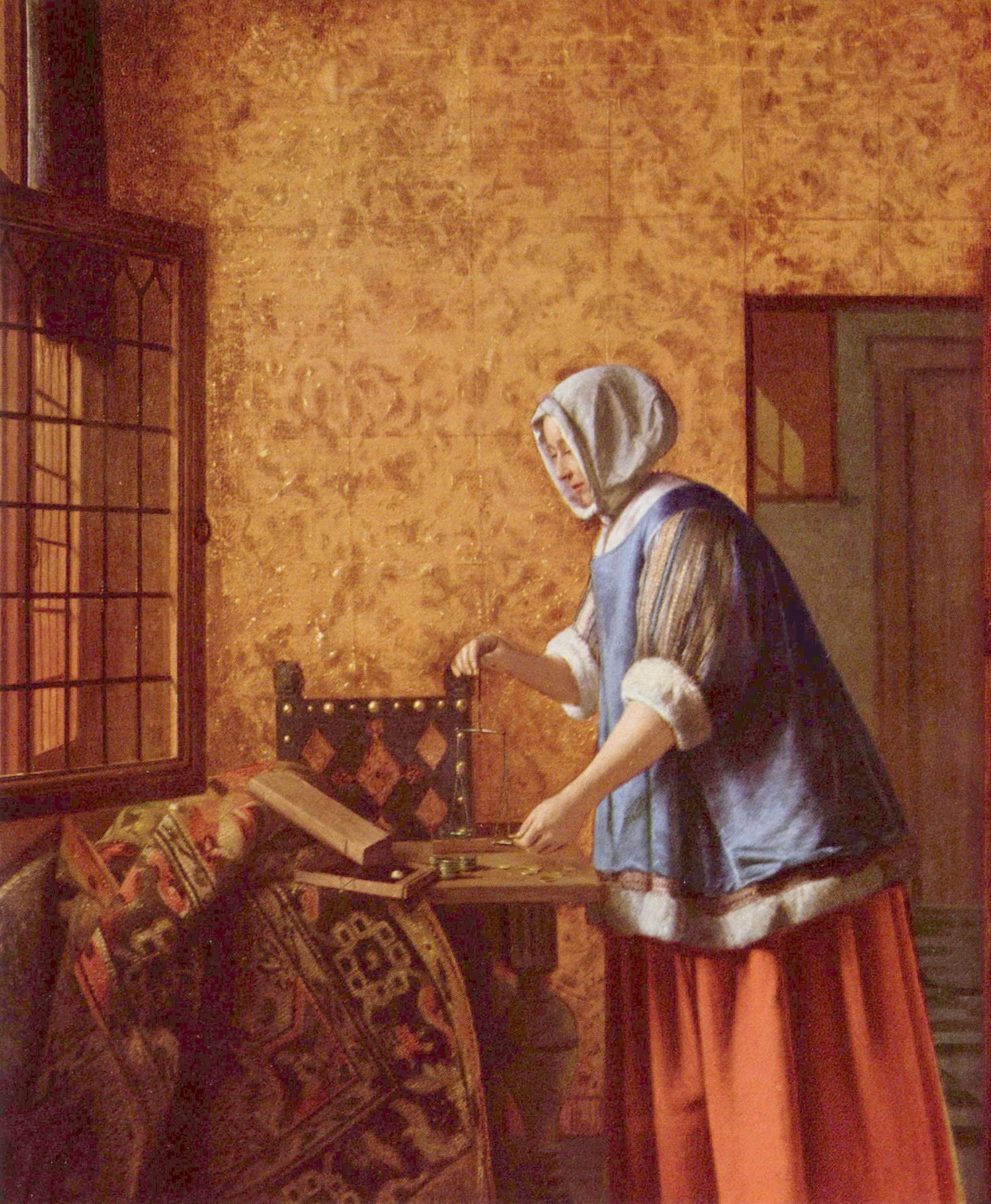
Aranymérő
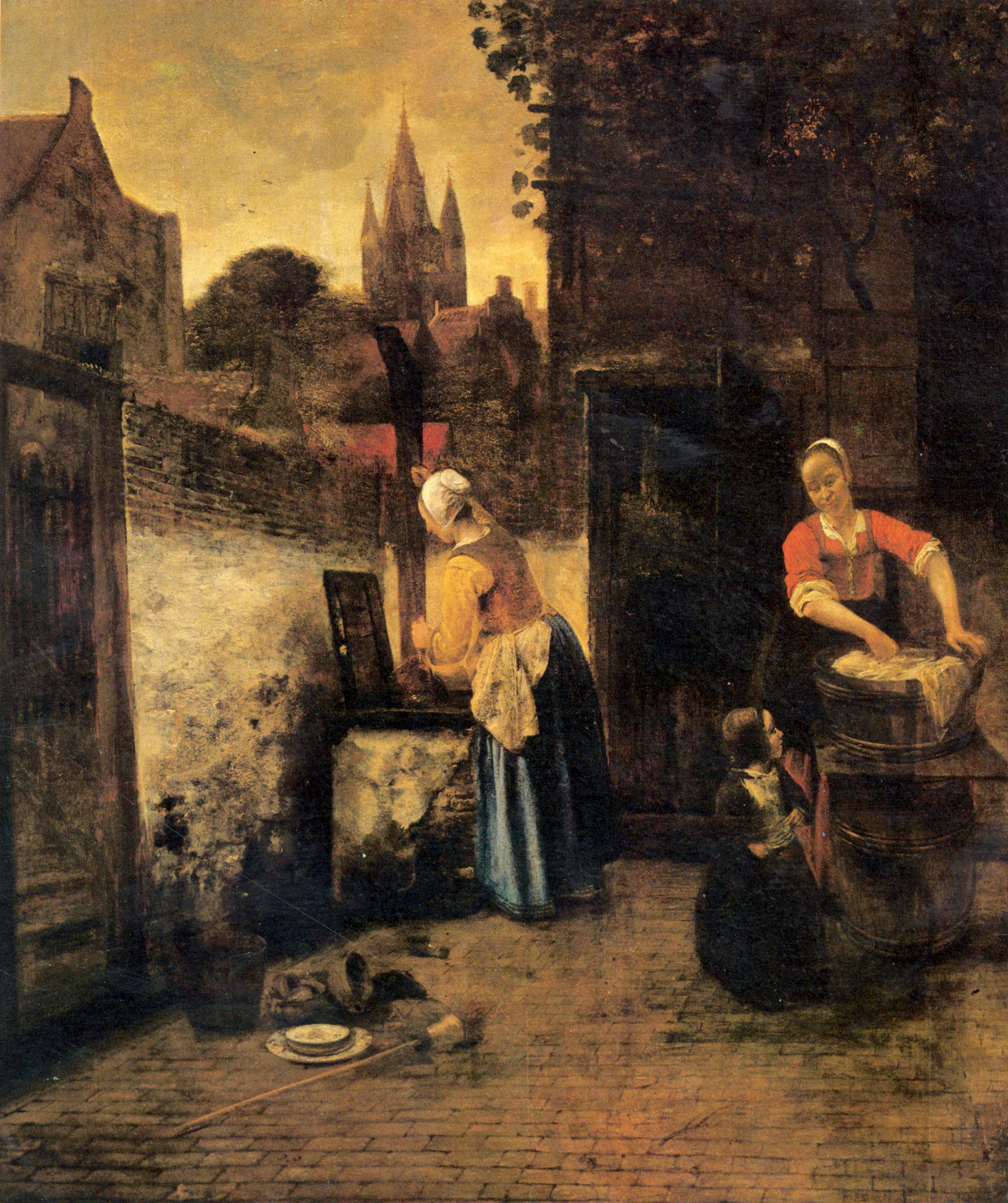
Két nő és egy gyermek az udvarban
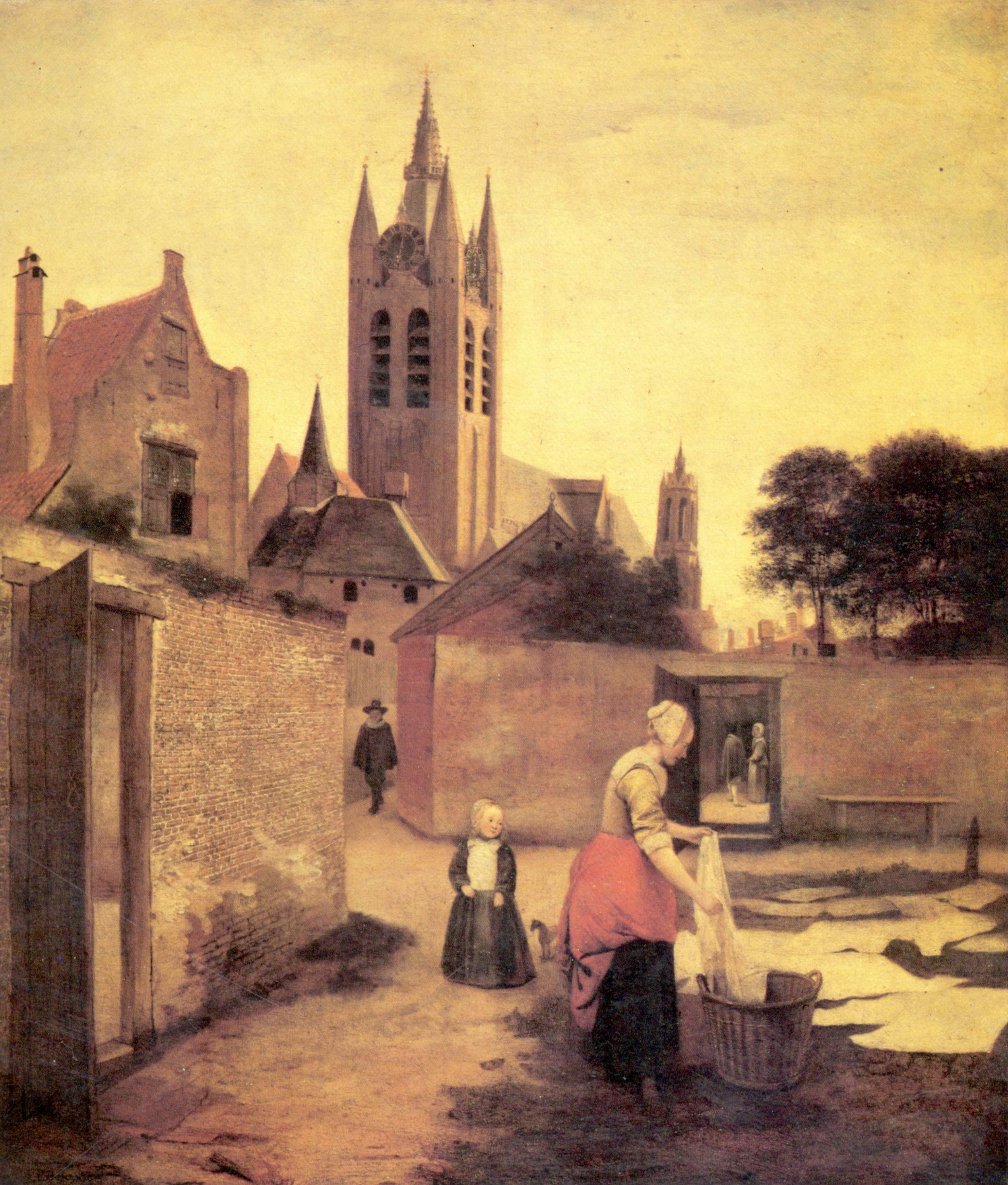
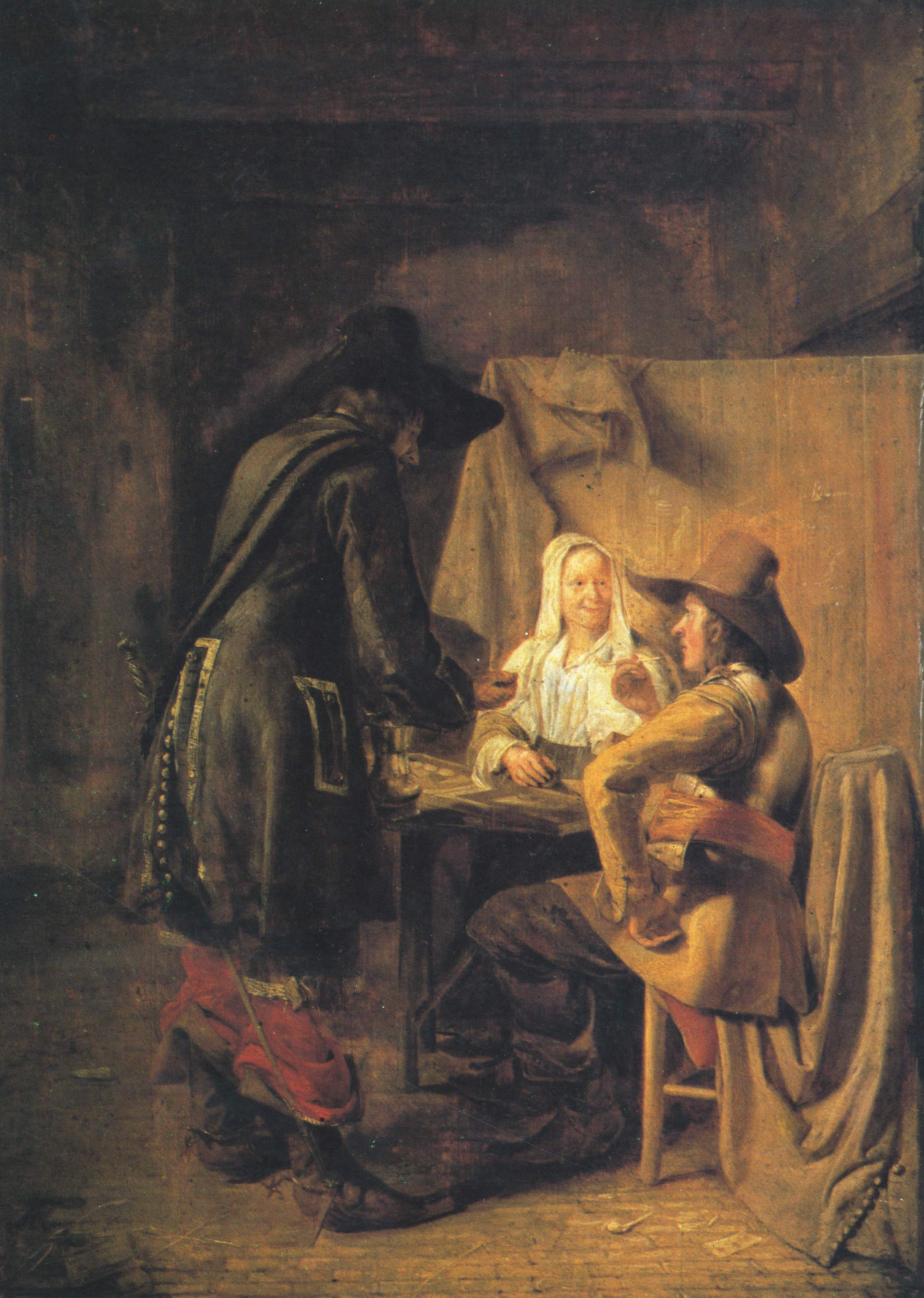
Trik-trakjátékosok
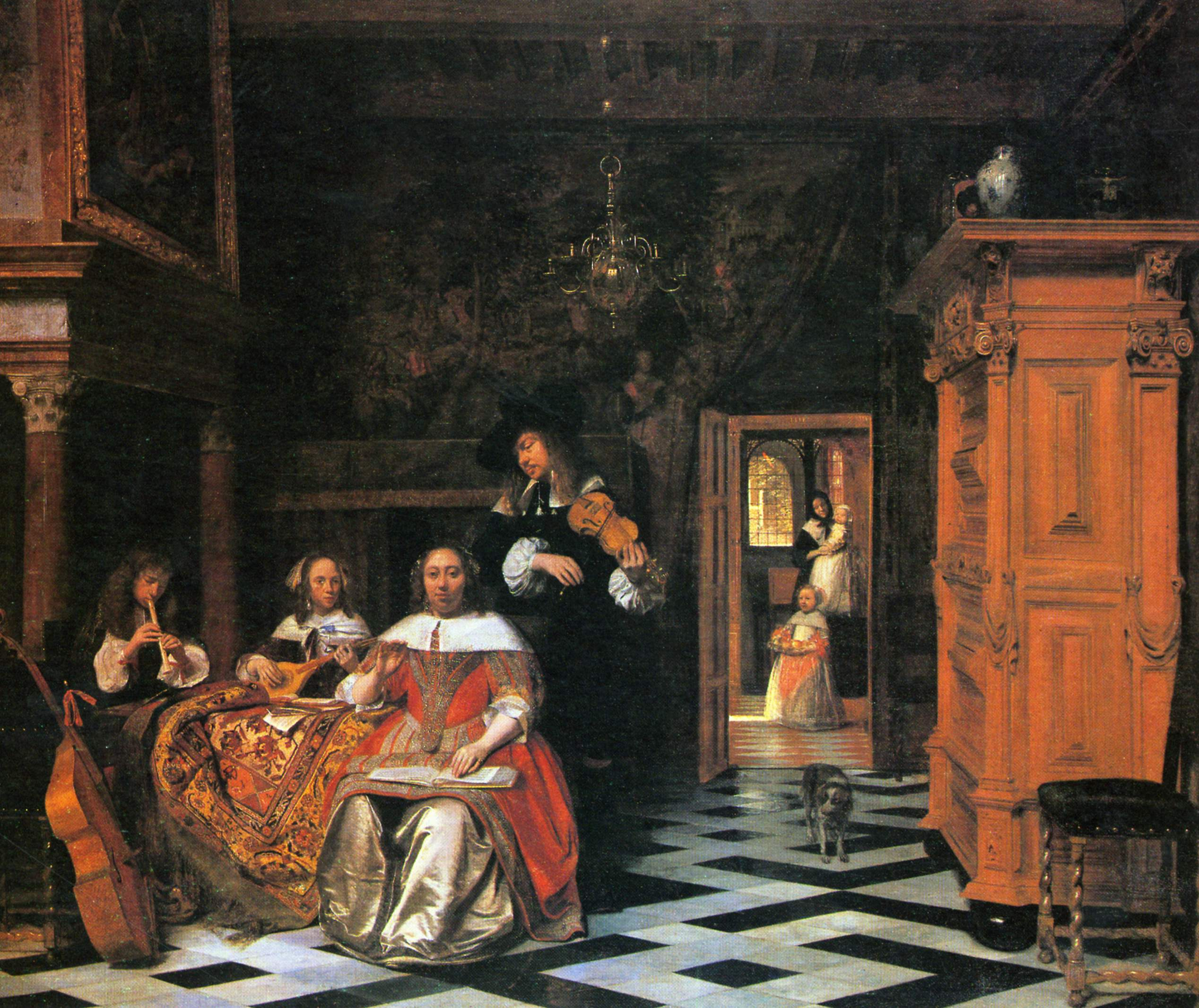
Zenélő család
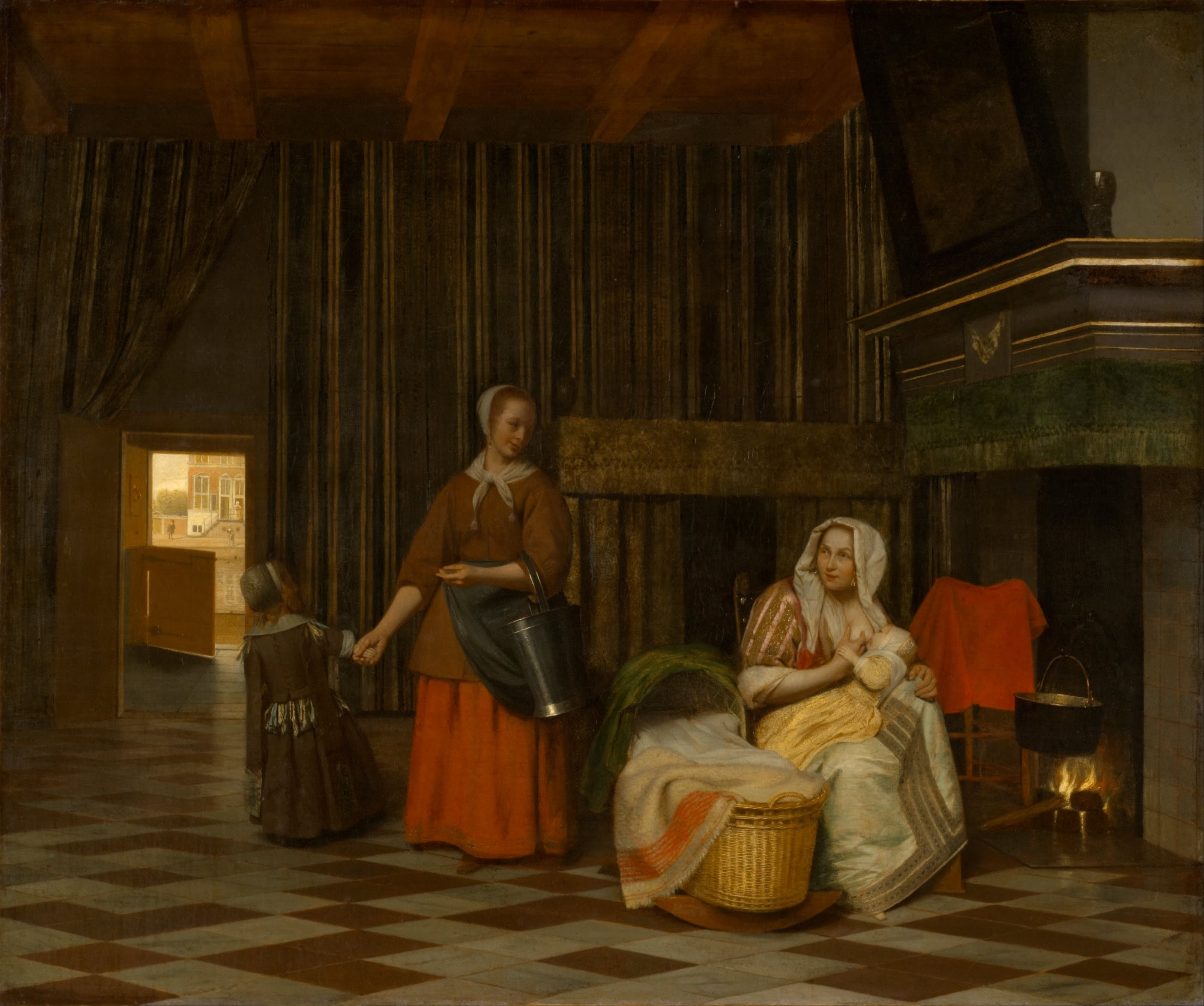
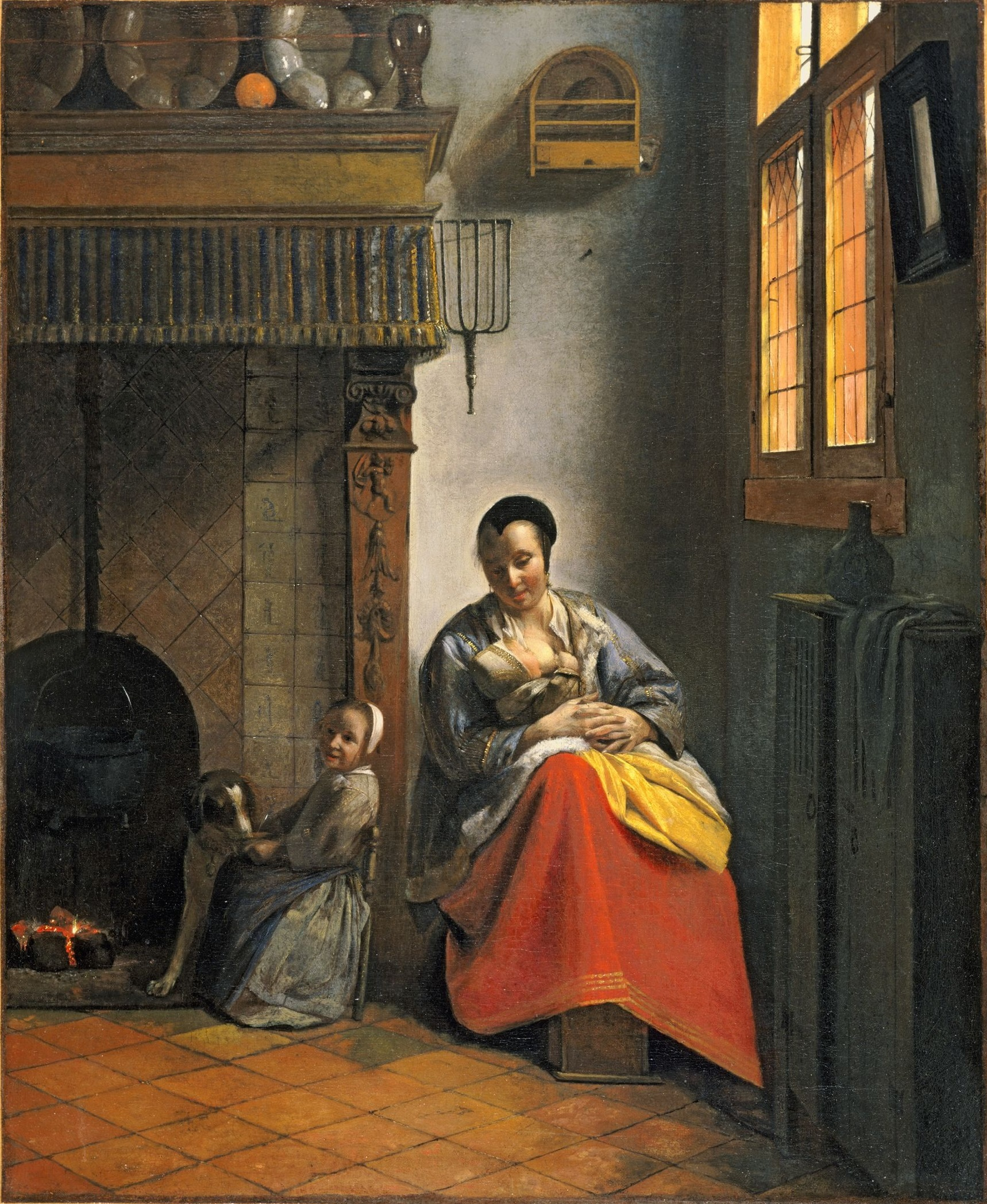
Szoptató anya
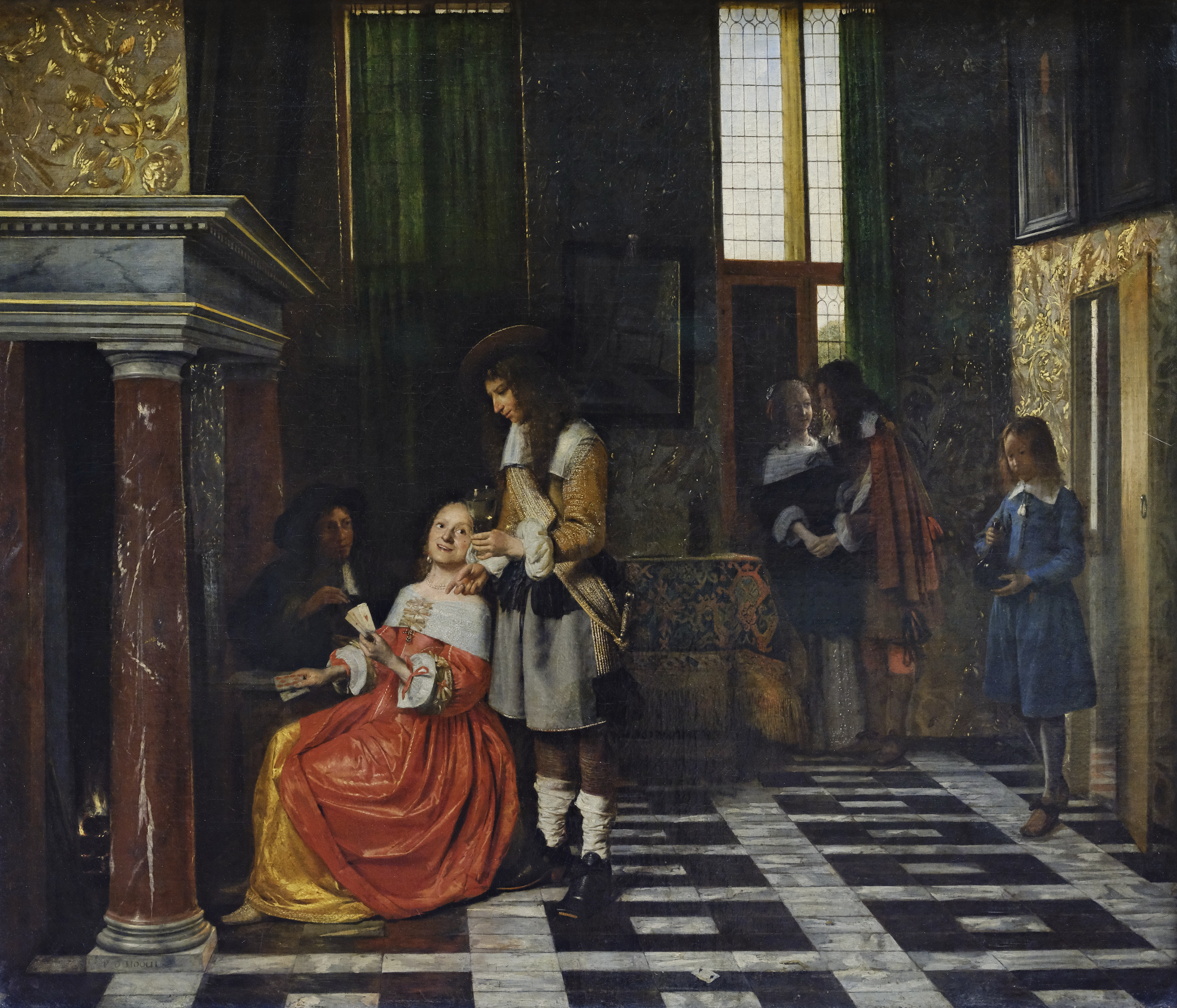
Kártyázók
Két tiszt és egy asszony iddogál az udvaron
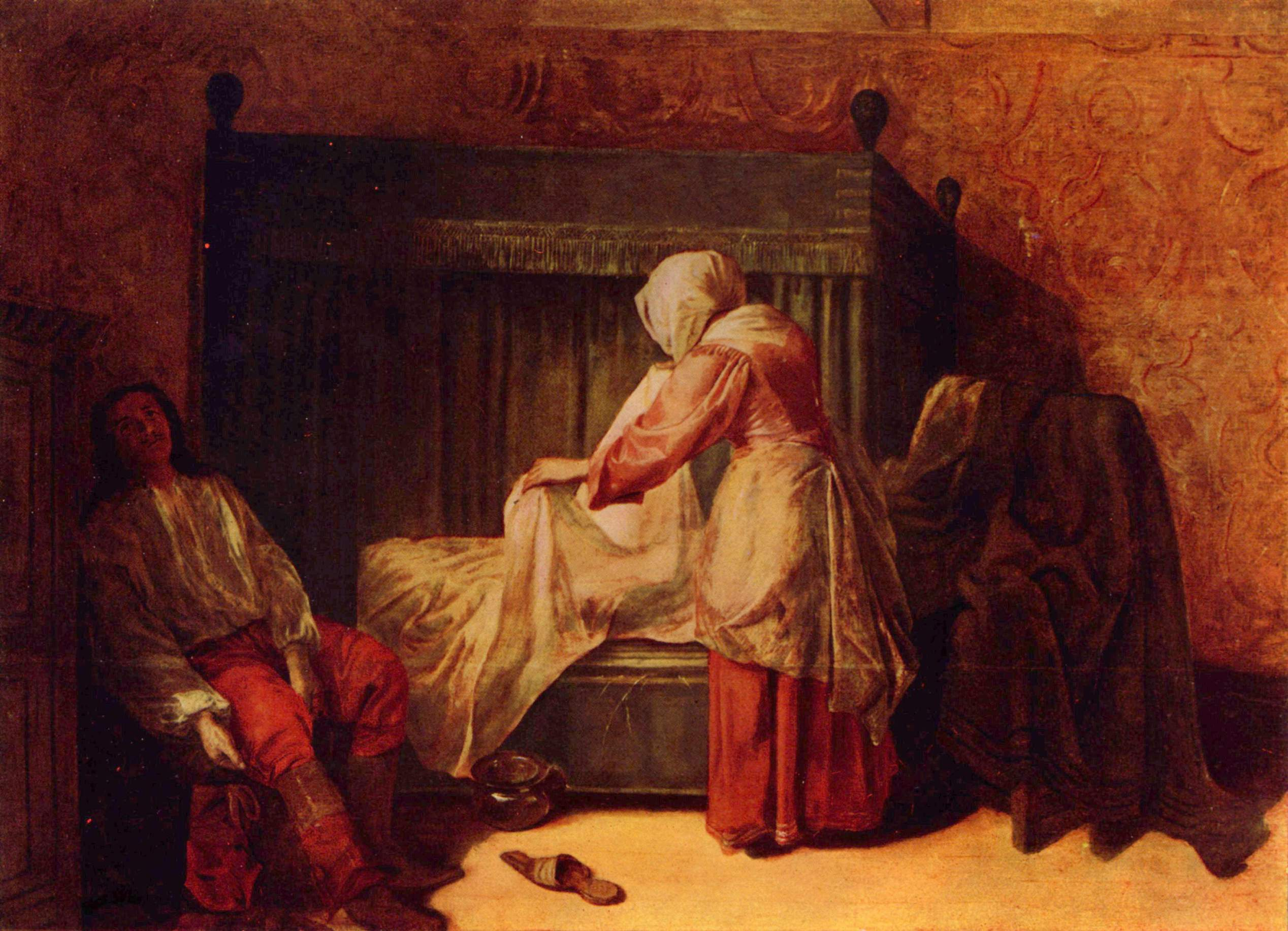
Fiatal férfi reggeli toilettje
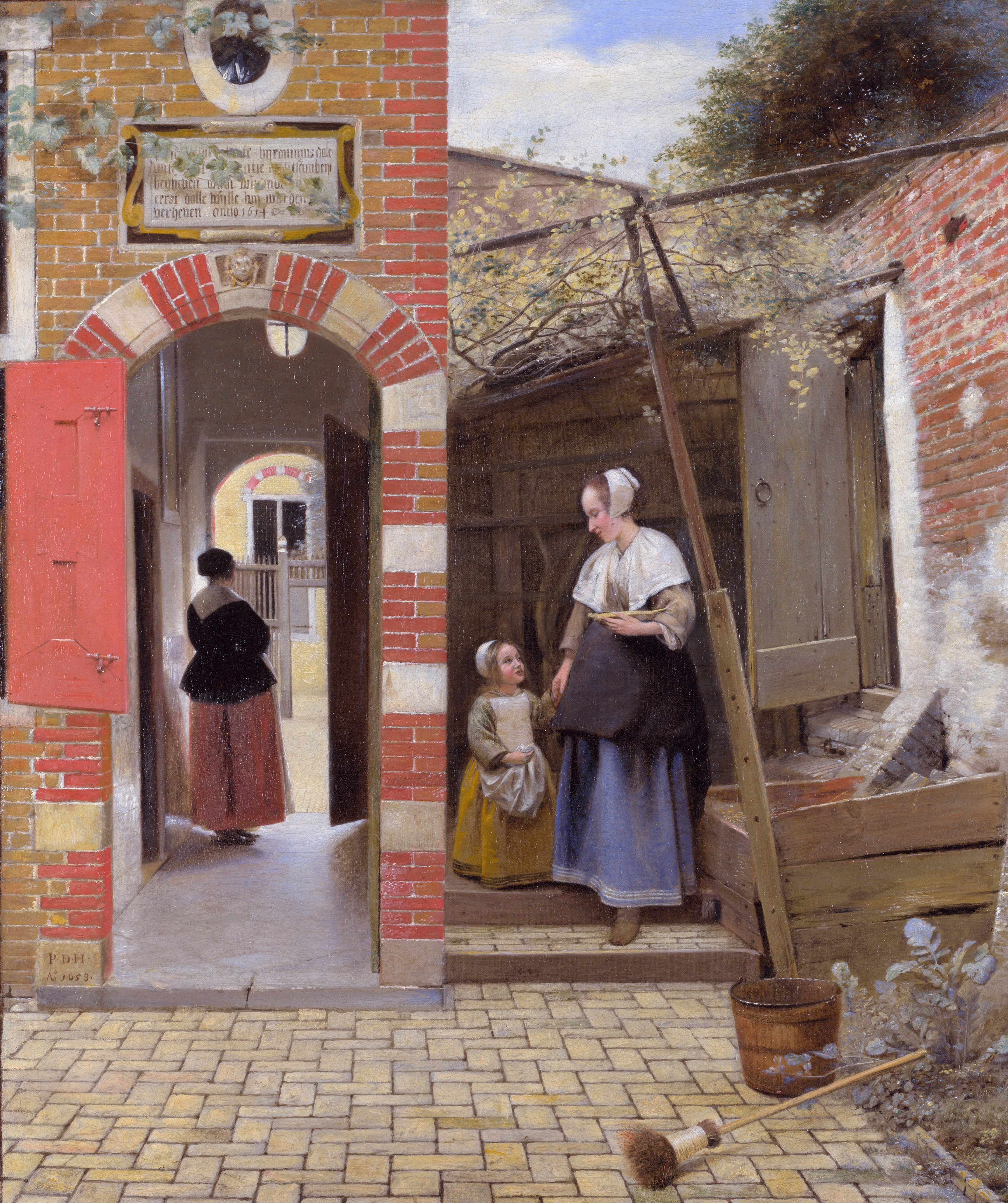
A hátsó udvar
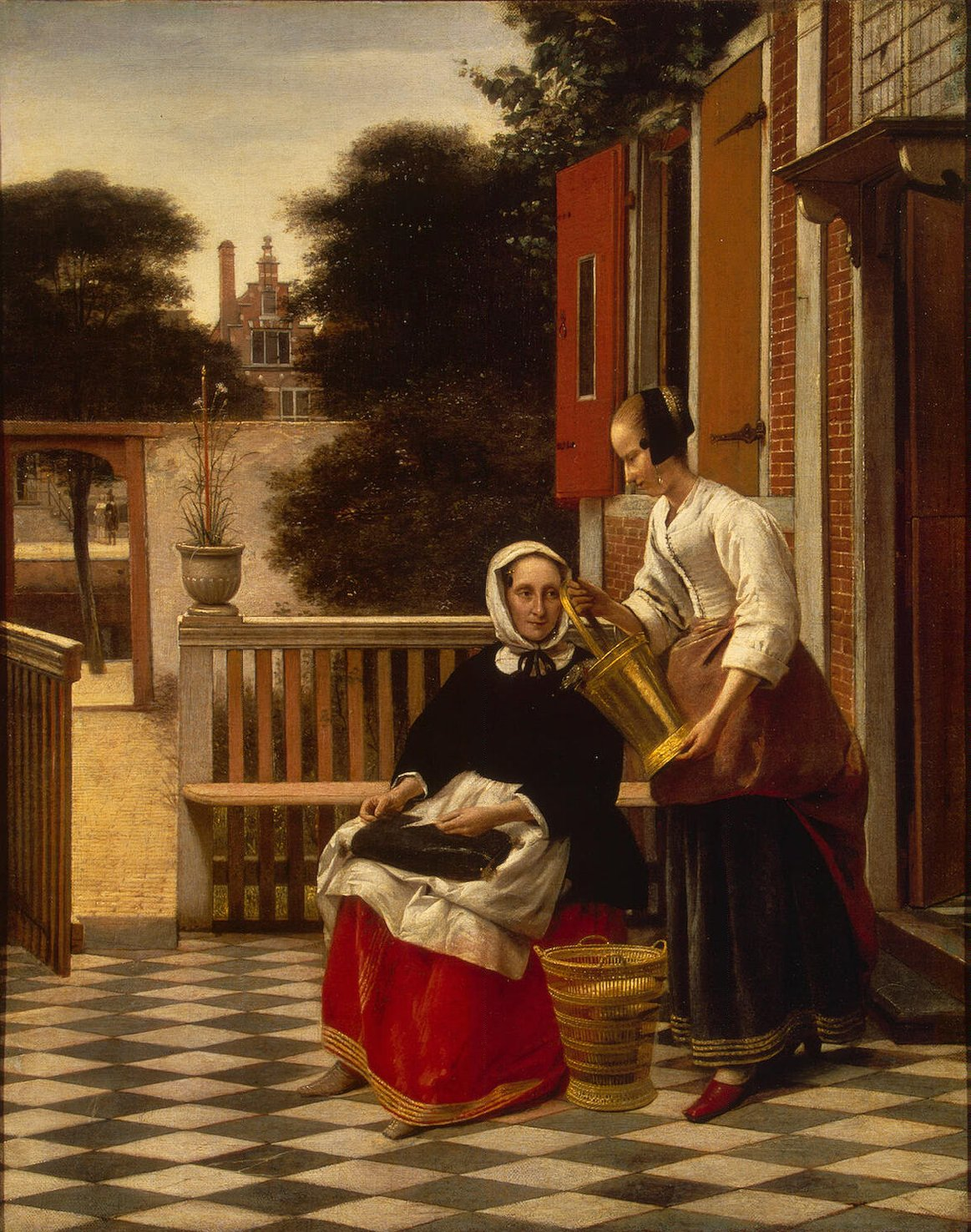
Gazdasszony szolgálólánnyal
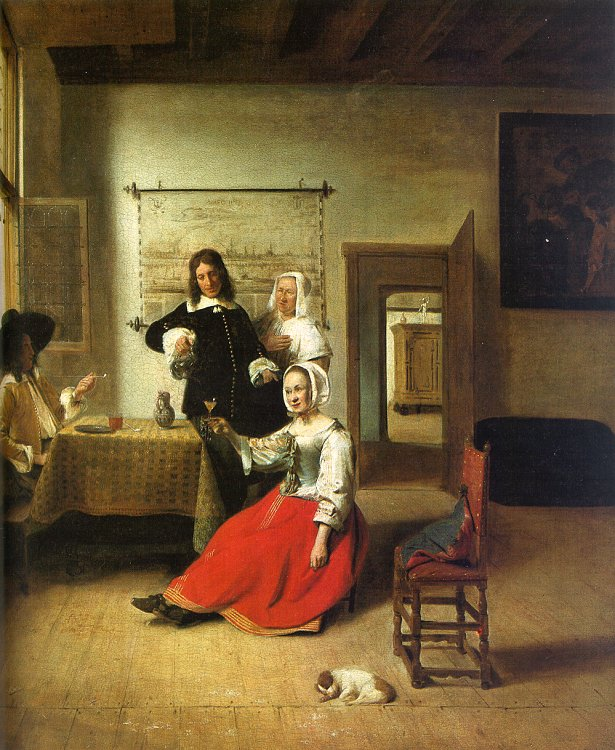
Katonákkal iszogató nő
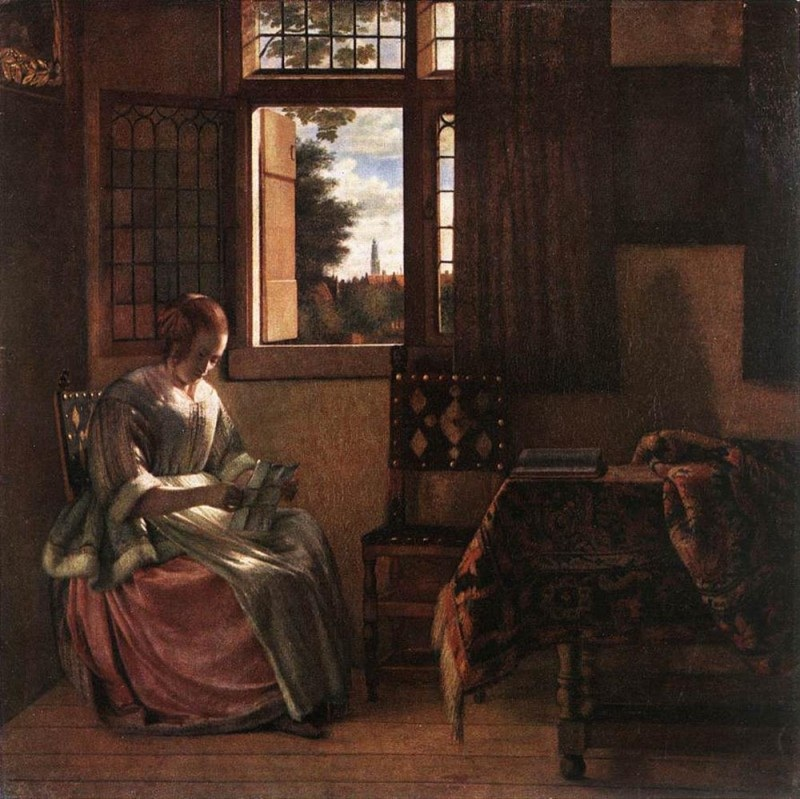
Levelet olvasó nő
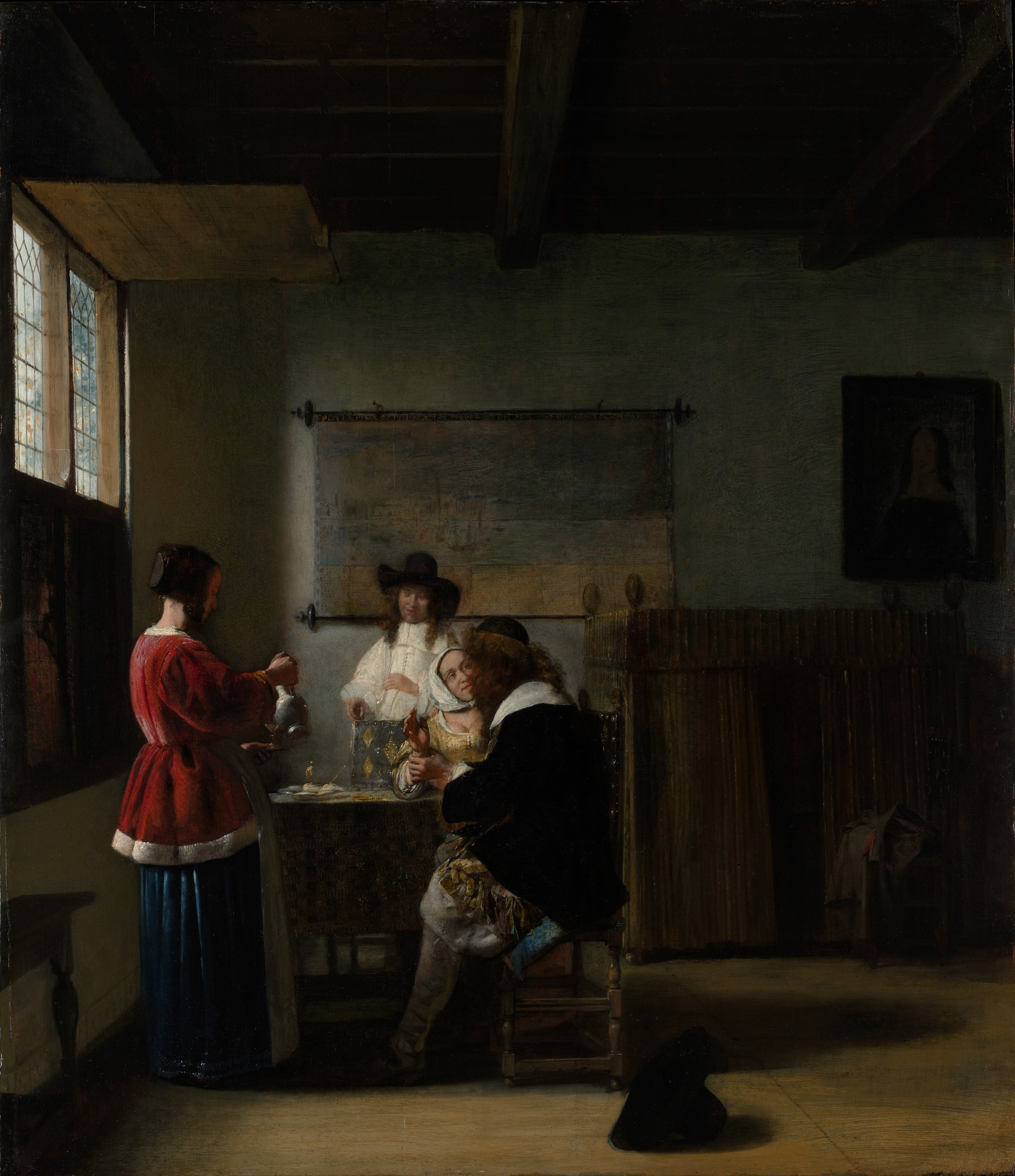
A látogatás
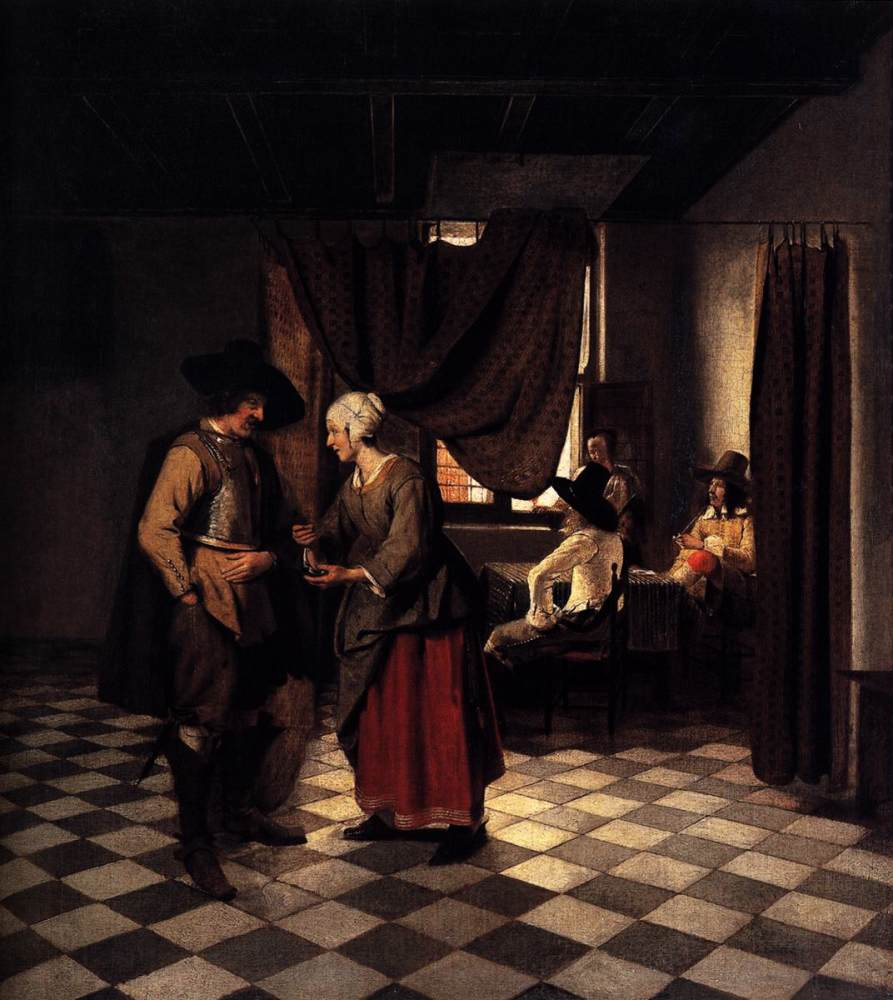
A fizetség
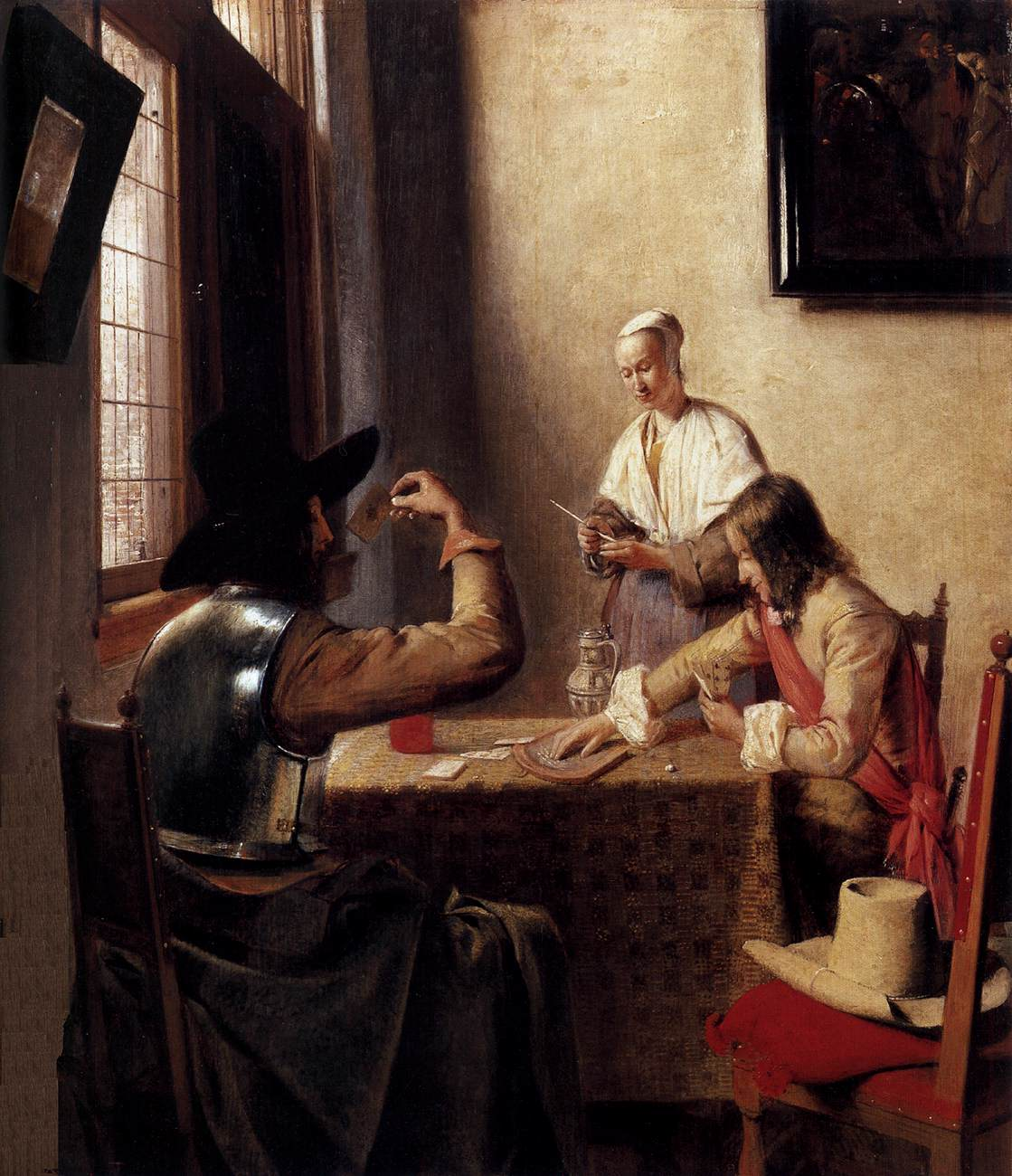
Kártyázó katonák
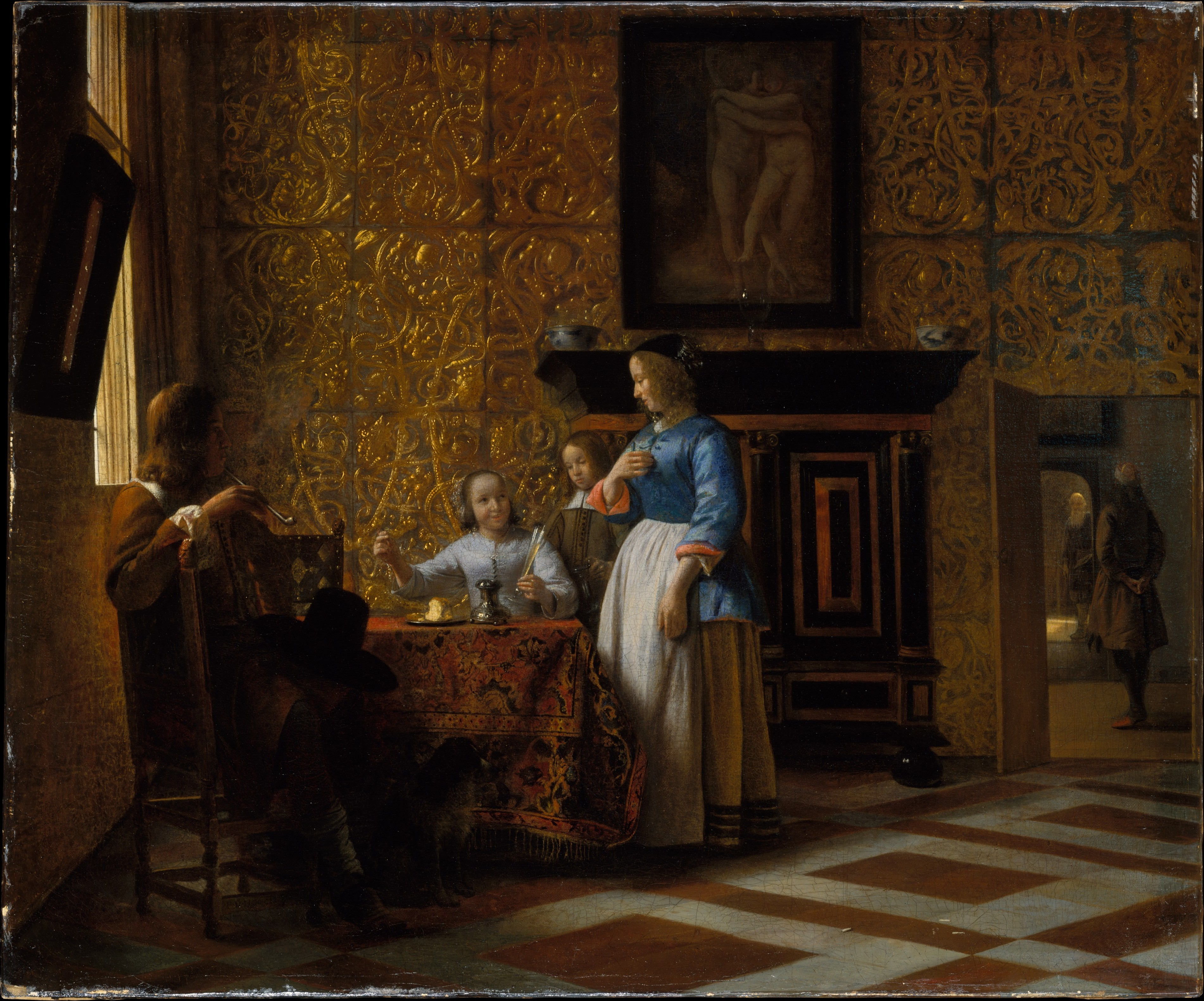
Lakásbelső
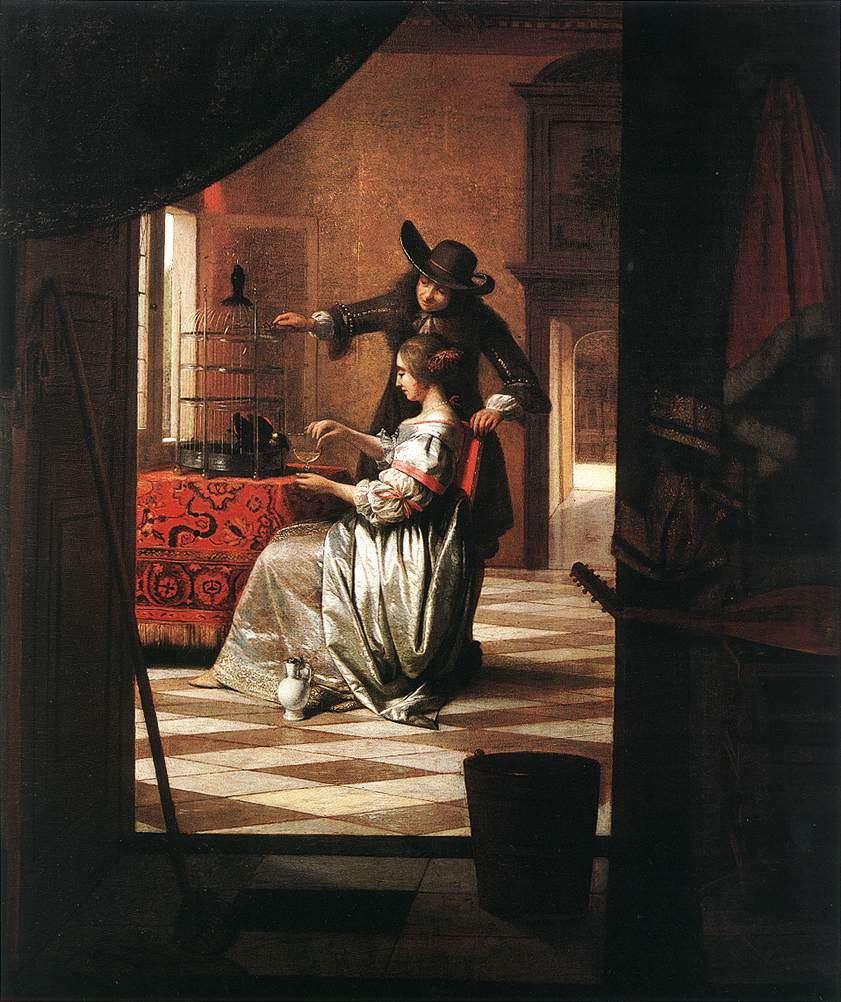
Párocska papagájjal
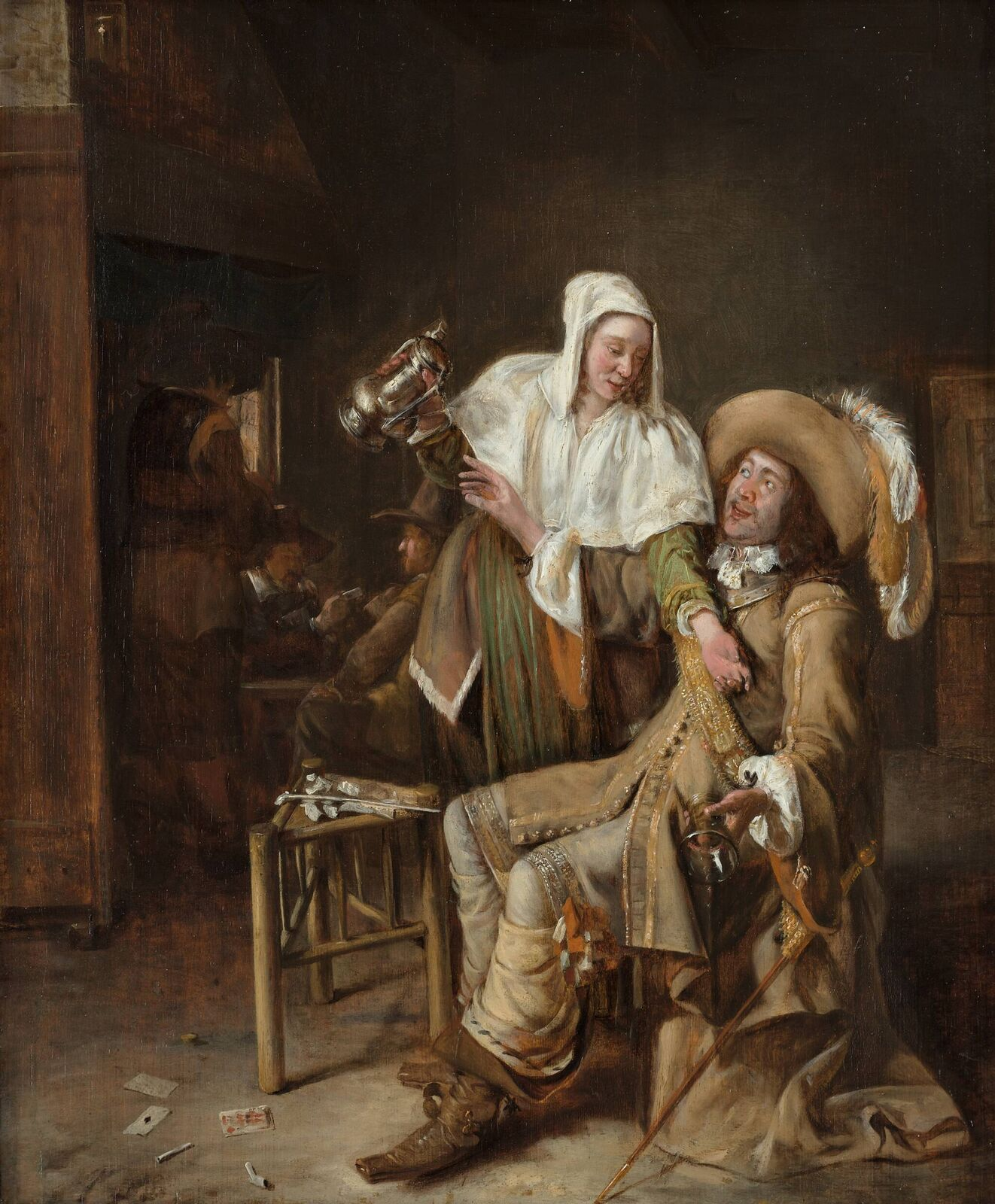
Az üres pohár
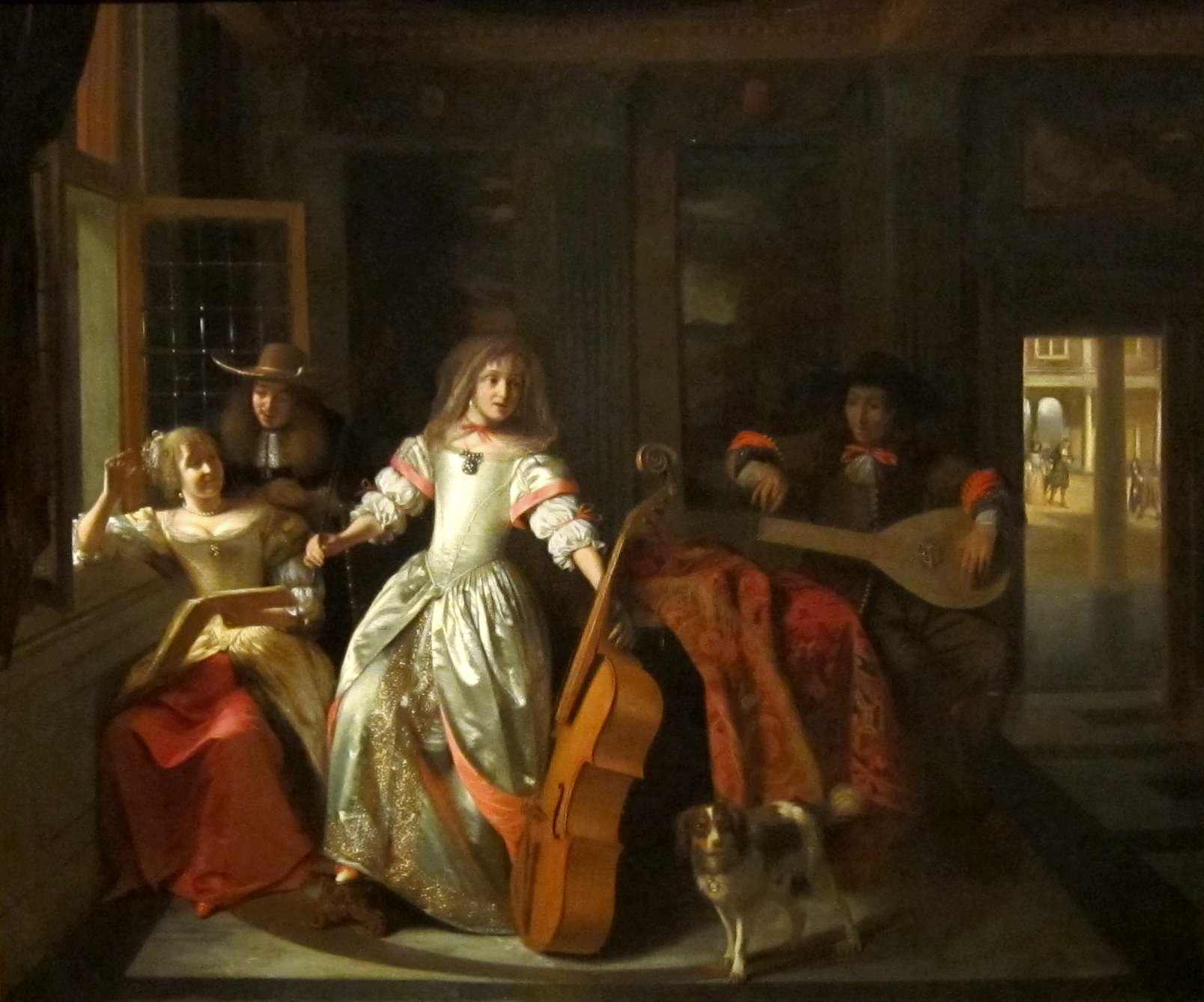
Zenélő társaság
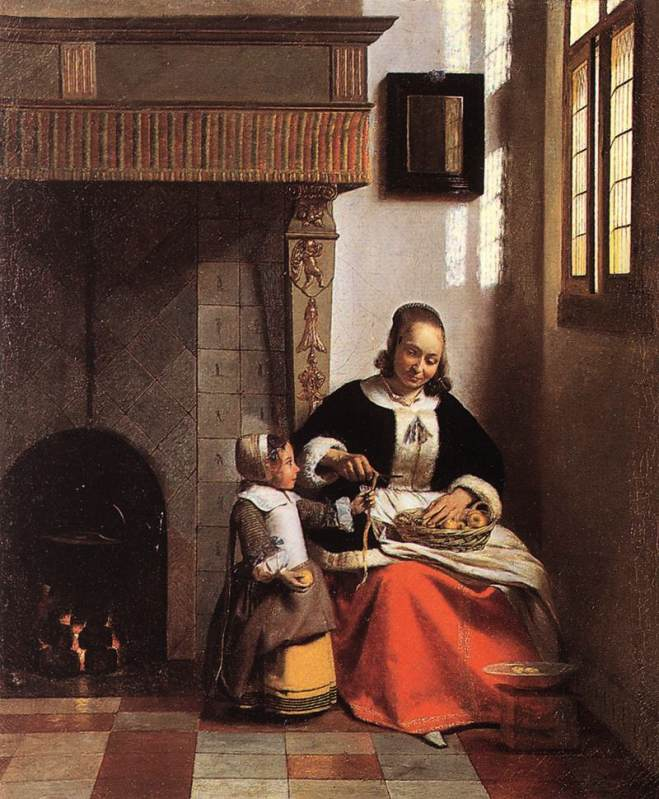
Almát hámozó nő
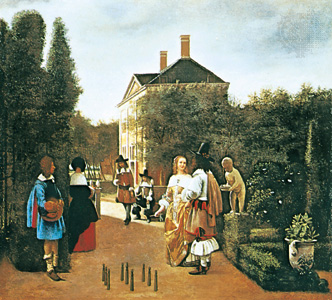
Kuglijáték a kertben